# Diloma
Diloma là một chi ốc biển kích thước trung bình-nhỏ, là động vật thân mềm chân bụng sống ở biển trong họ Trochidae, họ ốc đụn.

## Phân bố
Chi này phân bố ở hải vực Ấn Độ Dương-Thái Bình Dương, bao gồm New Zealand, Nhật Bản, và các khu vực khác.

## Các loài
Các loài trong chi Diloma gồm có:
- Diloma aethiops Gmelin, 1791
- Diloma arida (Finlay, 1927)
- Diloma bicanaliculata (Dunker, 1844)
- Diloma bicanaliculata lenior (Finlay, 1927)
- Diloma coracina (Philippi, 1851)
- Diloma durvillaea Spencer, Marshall & Waters, 2009[5]
- Diloma nana Gould, 1861
- Diloma nigerrima (Gmelin, 1791)
- Diloma piperinus (Philippi, 1849-a)
- Diloma radula (Philippi, 1849-a)
- Diloma suavis (Philippi, 1849 năm 1849-50)
- Diloma subrostrata (Gray in Yate, 1835)
  - Diloma subrostrata novaezelandiae (Anton, 1839)
- Diloma zelandica (Quoy & Gaimard, 1834)

Danh sách này không đầy đủ, bạn cũng có thể giúp mở rộng danh sách.